# کرکوناتس
کرکوناتس (صربی: Crkvenac}} یک منطقهٔ مسکونی در صربستان است که در Svilajnac واقع شده‌است.
 کرکوناتس  ۱٬۲۸۲ نفر جمعیت دارد.